# Pico Aughenbaugh
El pico Aughenbaugh es un pico agudo en la Antártida que sobrepasa 1800 metros de altura. Se encuentra a 1,1 km al noreste del pico Neuburg en el suroeste del macizo Santa Teresita, montañas Pensacola. Fue descubierto por el Servicio Geológico de los Estados Unidos a partir de expediciones y de la Marina del mismo país mediante fotografías aéreas tomadas entre 1956 y 1966. Fue nombrado por el Comité Asesor sobre Nombres de la Antártida en honor a Nolan B. Aughenbaugh, glaciólogo de la estación científica Ellsworth y miembro de la primera expedición en visitar macizo en diciembre de 1957.
El territorio donde se encuentra la cima es reclamado por Argentina, Chile y el Reino Unido.